# Leoluca Bagarella
Leoluca Bagarella (nacido el 3 de febrero de 1942, Corleone) es un criminal italiano y miembro de la mafia siciliana. Tras el arresto de Salvatore Riina a principios de 1993, se cree que Bagarella se hizo cargo de una sección de los Corleonesi, rivalizando con el sucesor putativo de Riina, Bernardo Provenzano, y ordenó el secuestro y asesinato del hijo de un pentito. Bagarella fue arrestado el 24 de junio de 1995, luego de haber estado fugitivo durante cuatro años, y fue condenado a cadena perpetua. 
- Datos: Q1065148
- Multimedia: Leoluca Bagarella / Q1065148